# Кальяо (станция метро, Буэнос-Айрес)
«Кальяо» (исп. Callao) —  станция Линии B метрополитена Буэнос-Айреса. Станция расположена между станциями «Уругуай» и «Пастеур». Станция расположена под улицей Авенида Корриентес на её пересечении с улицей Авенида Кальяо на границе районов Бальванера и Сан-Николас. Станция была открыта 17 октября 1930 года на первом участке линии B, открытом между станциями Федерико Лакросе и Кальяо. Станция была конечной до открытия станции Карлос Пеллегрини в 1931 году.

## Декорации
Станция имеет на своей южной платформе два фрески созданные в 1991 году, одна посвящена теме одиночество и любовь работы Даниэля Каплана и другая, работы художника Гектора Меаны; в то время как на северной платформе расположена фреска работы Томаса Фракиа (Fracchia) под названием загадка пространства и времени.
В 1996 году станция стала второй станцией метро в Буэнос-Айресе полностью реконструированной в рамках ремонтных работ и реконструкции на линии B. Эти работы включали в себя изменения оригинального декора на покрытие белой плиткой, серой и черной, размещение 28-дюймовых телевизоров и расширения билетных касс.

## Достопримечательности
Они находятся в непосредственной близости от станции:
- Комиссариат N°5 Федеральная полиция Аргентины
- Pasaje Enrique Santos Discépolo
- Centro de Formación Profesional N° 27
- Высшая школа Nº 09 Доминго Фаустино Сармьенто
- Лицей Nº 07 Domingo Доминго Фаустино Сармьенто
- Технический лицей Nº 19 Алессандро Вольта
- Universidad del Museo Social Argentino (UMSA)
  - Библиотека Emilio Fres
- Colegio Público de Traductores
  - Библиотека Бартоломе́ Ми́тре
- Библиотека Sociedad Argentina de Reumatología
- Аудитория Hotel Bauen
- Театр Эль-Пикадеро
- Известные бары Буэнос-Айреса: Ла Академиа, Лос Галгос и Кафе Чёрный кот
- Дворцы провинций Мендоса, Кордова и Чако
- Паласио де Агуас Корриентес

## Галерея

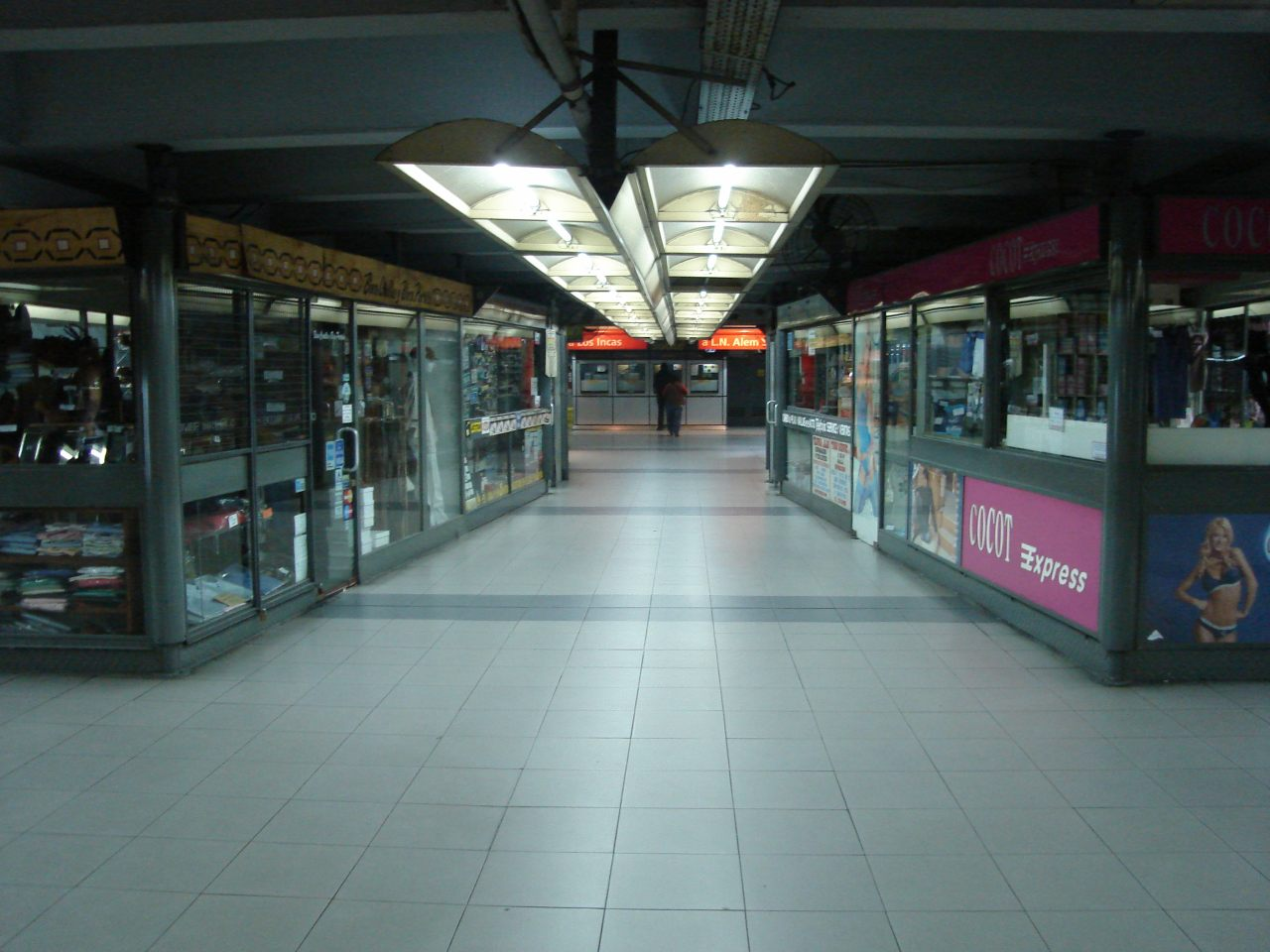
Вестибюль станции
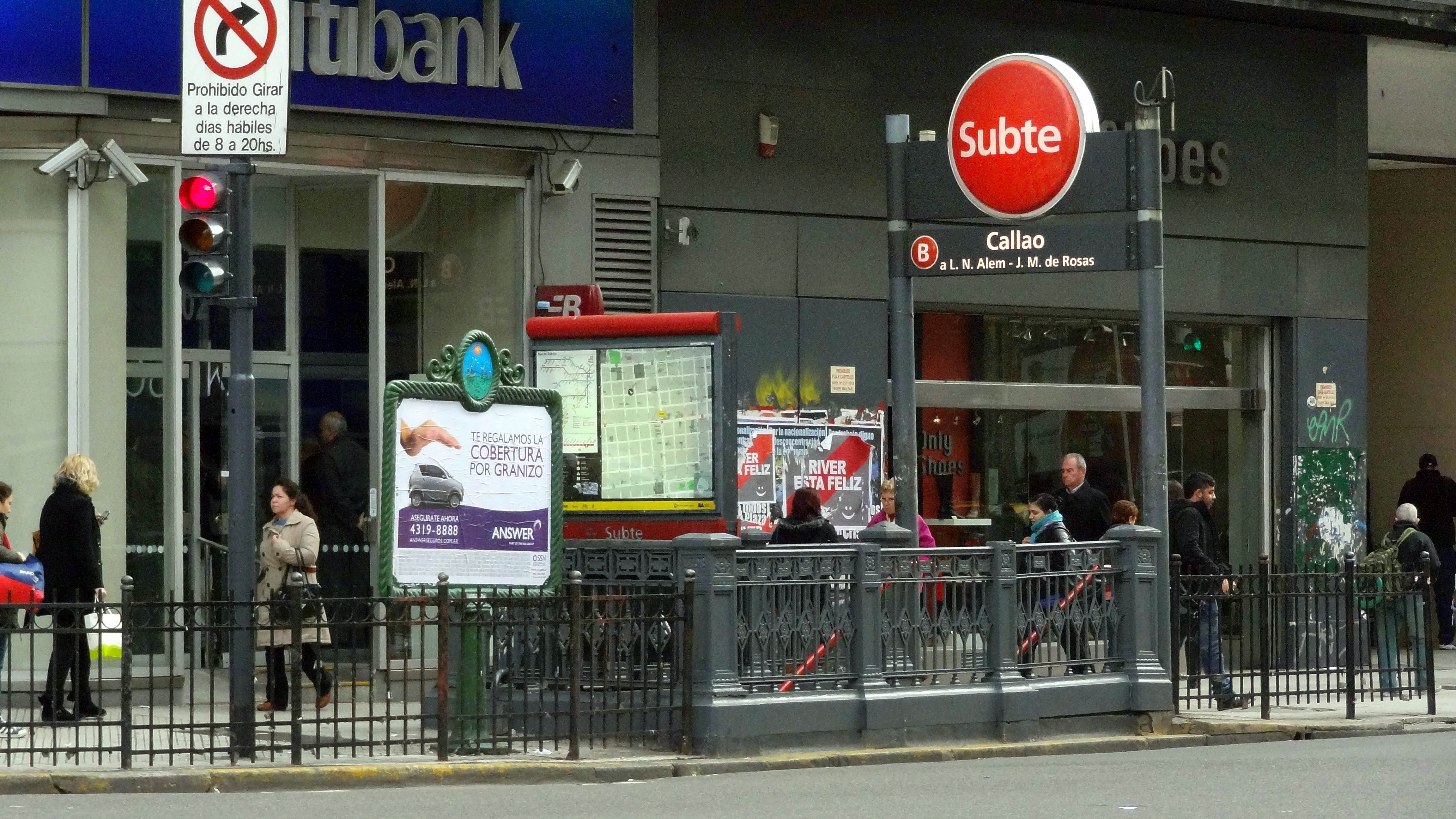
Вход с улицы.
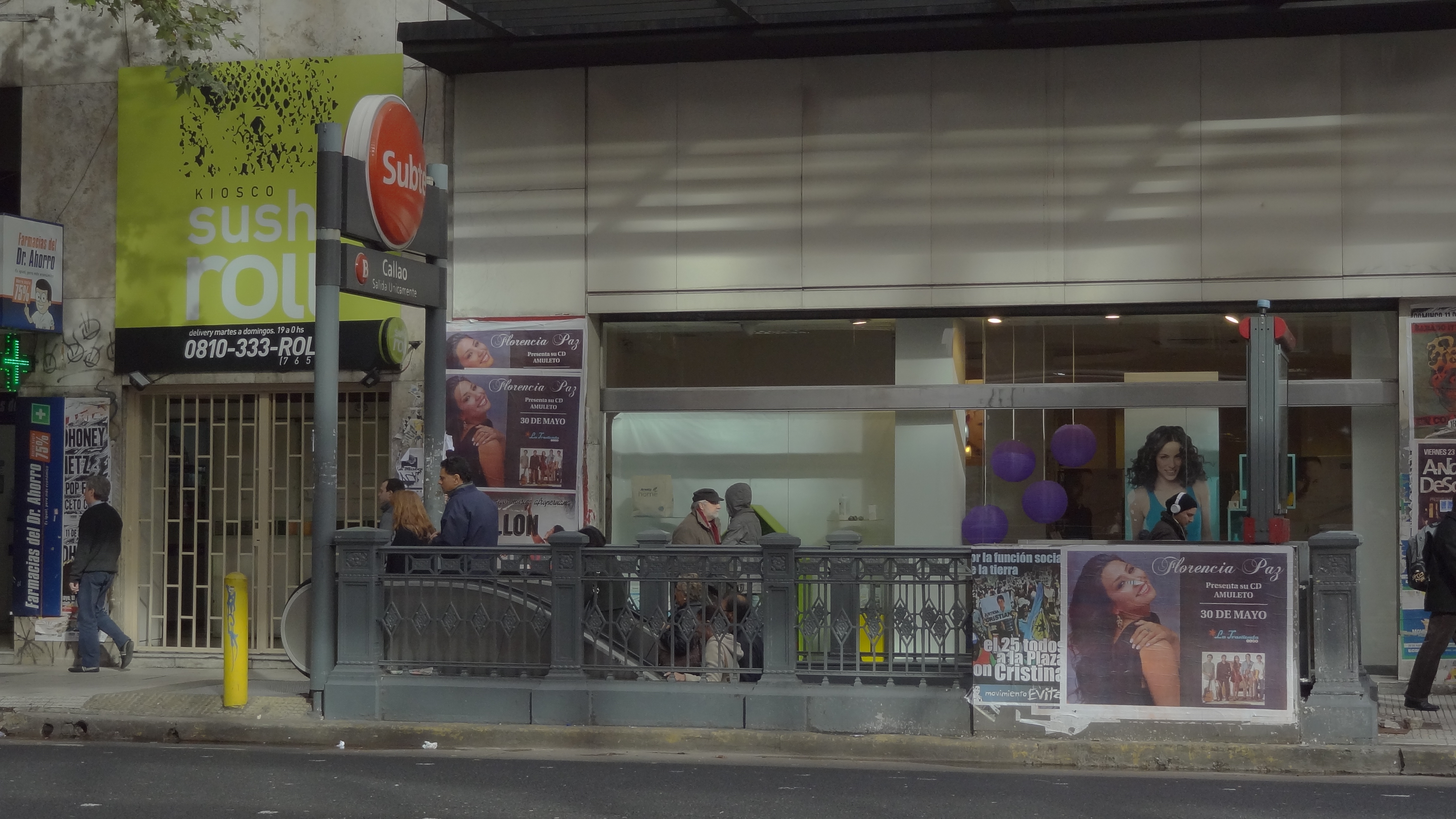
Вход с улицы.
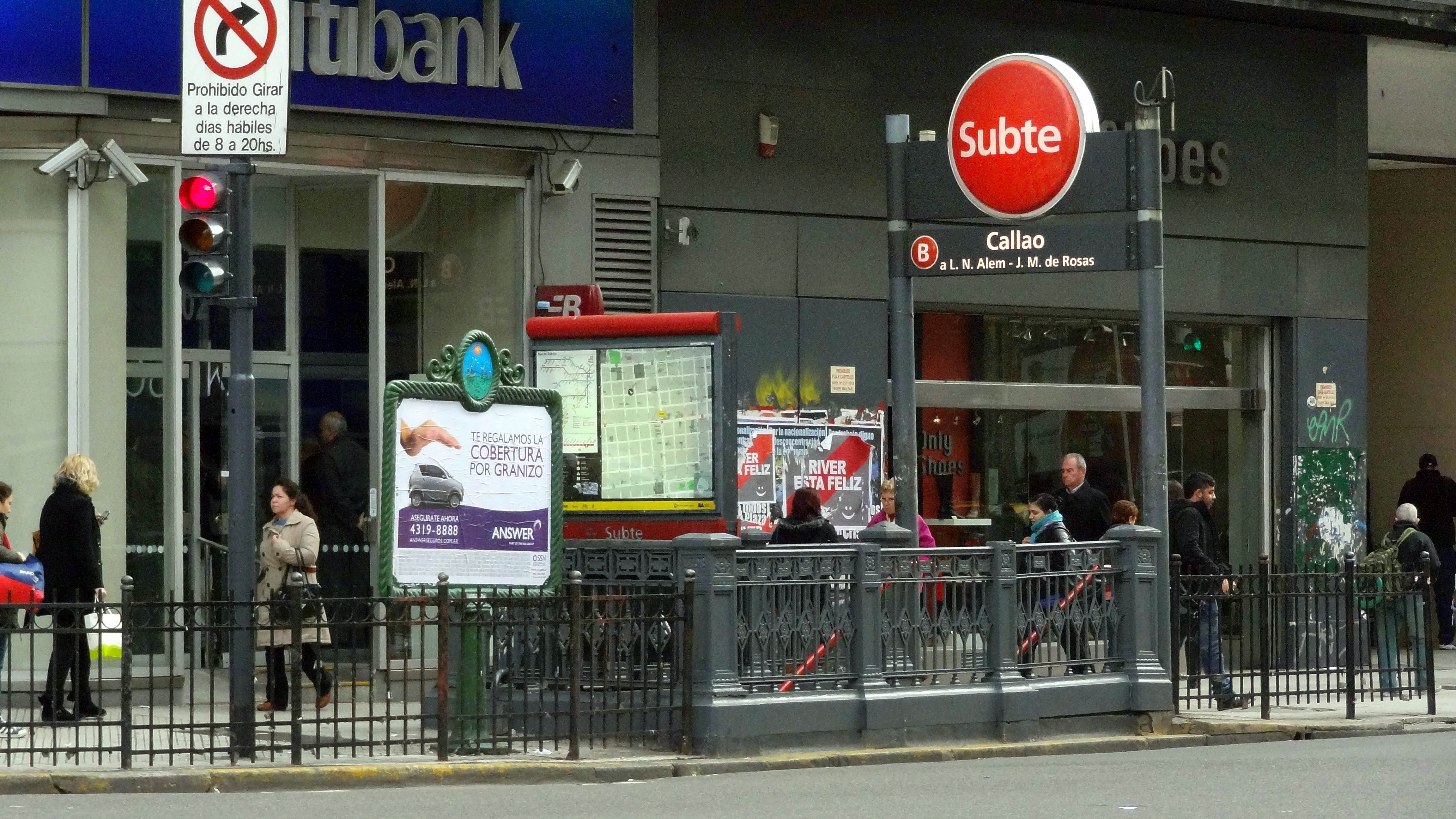
Вход с улицы.
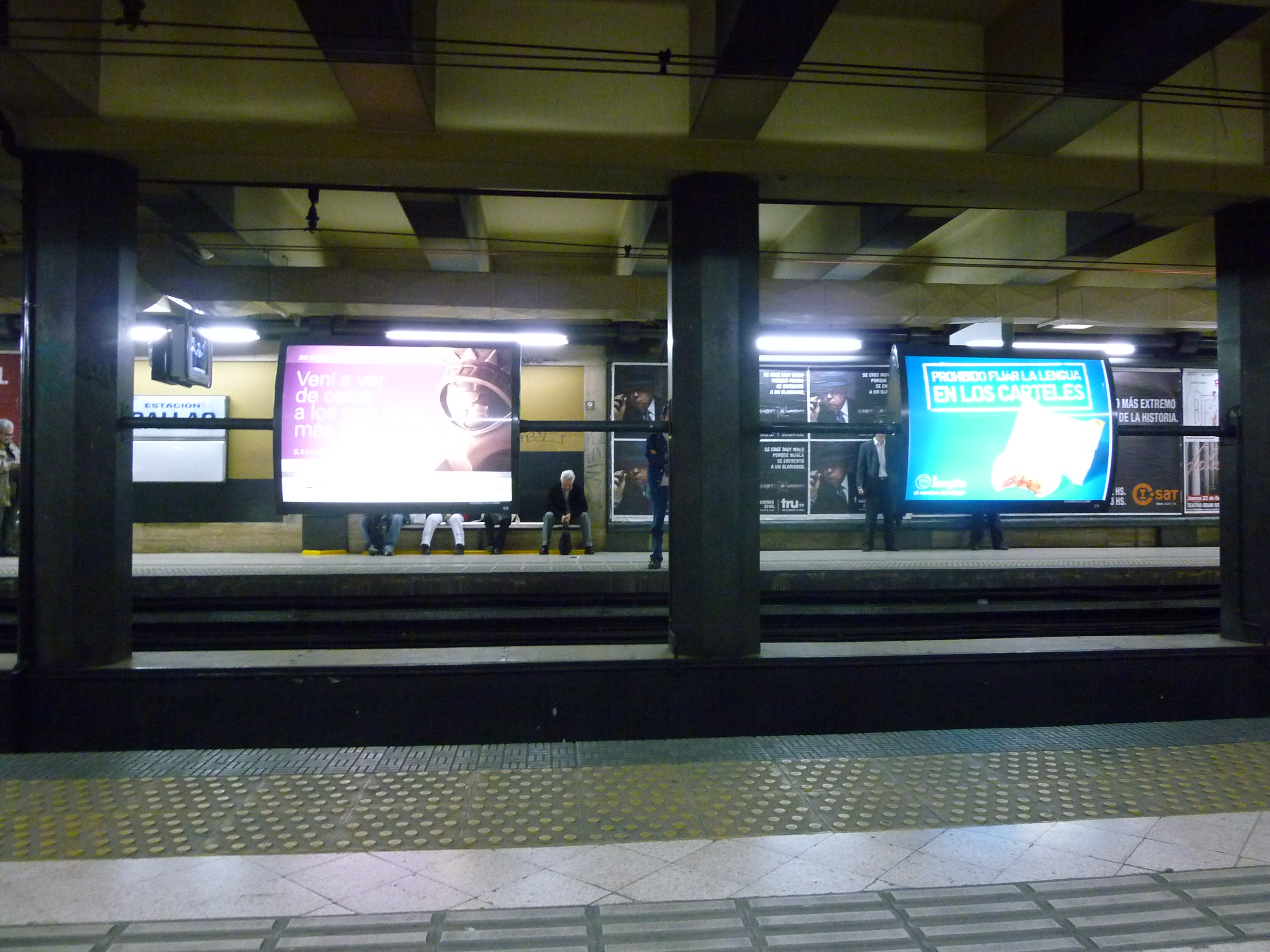
Реклама на платформе